# Copa FA de Hong Kong 2022-23
La Copa FA de Hong Kong 2022-23 fue la 48.ª edición de la Copa de Hong Kong. Empezó el 2 de octubre de 2022 y finalizó el 13 de mayo de 2023, el campeón recibió un cupo en la Liga de Campeones de la AFC 2023-24.

## Formato
Participaron los 10 clubes que jugaron la Liga Premier de Hong Kong 2022-23, en la primera ronda empezaron los equipos con más baja clasificación la temporada pasada y los nuevos entrantes a la liga. En los cuartos de final ingresaron los clubes restantes y los dos ganadores de la primera fase, los encuentros se jugaron a partido único en todas las fases.

## Calendario
El sorteo de la Copa de Hong Kong 2022-23 se realizó el 20 de agosto de 2022.
| Fase         | Ronda            | Fecha                                        |
| ------------ | ---------------- | -------------------------------------------- |
| Eliminatoria | Primera ronda    | 2 al 8 de octubre de 2022                    |
| Eliminatoria | Cuartos de final | 3 de diciembre de 2022 al 7 de enero de 2023 |
| Eliminatoria | Semifinales      | 29 de abril de 2023 al 1 de mayo de 2023     |
| Eliminatoria | Final            | 13 de mayo de 2023                           |

## Primera ronda
Los partidos se jugaron el 2 y 8 de octubre de 2022.
| Equipo 1          | Resultado   | Equipo 2  |
| ----------------- | ----------- | --------- |
| Resources Capital | 1–2 (t. s.) | Hong Kong |
| Southern District | 6–1         | HK U23    |

## Fase final

### Cuadro de desarrollo
|  | Cuartos de final                             | Cuartos de final                             | Cuartos de final                             |         |                   | Semifinales                     | Semifinales                     | Semifinales                     |  |         | Final              | Final              | Final              |  |
|  | 3 de diciembre de 2022 al 7 de enero de 2023 | 3 de diciembre de 2022 al 7 de enero de 2023 | 3 de diciembre de 2022 al 7 de enero de 2023 |         |                   | 29 de abril y 1 de mayo de 2023 | 29 de abril y 1 de mayo de 2023 | 29 de abril y 1 de mayo de 2023 |  |         | 13 de mayo de 2023 | 13 de mayo de 2023 | 13 de mayo de 2023 |  |
|  |                                              |                                              |                                              |         |                   |                                 |                                 |                                 |  |         |                    |                    |                    |  |
|  |                                              |                                              |                                              |         |                   |                                 |                                 |                                 |  |         |                    |                    |                    |  |
|  | Eastern                                      | Eastern                                      | 3                                            |         |                   |                                 |                                 |                                 |  |         |                    |                    |                    |  |
|  | Eastern                                      | Eastern                                      | 3                                            |         |                   |                                 |                                 |                                 |  |         |                    |                    |                    |  |
|  | Hong Kong                                    | Hong Kong                                    | 0                                            |         |                   |                                 |                                 |                                 |  |         |                    |                    |                    |  |
|  | Hong Kong                                    | Hong Kong                                    | 0                                            |         | Eastern           | Eastern                         | 1                               |                                 |  |         |                    |                    |                    |  |
|  |                                              |                                              |                                              |         | Eastern           | Eastern                         | 1                               |                                 |  |         |                    |                    |                    |  |
|  |                                              |                                              | Kitchee                                      | Kitchee | 2                 |                                 |                                 |                                 |  |         |                    |                    |                    |  |
|  | Kitchee                                      | Kitchee                                      | Kitchee                                      | Kitchee | 2                 | 4                               |                                 |                                 |  |         |                    |                    |                    |  |
|  | Kitchee                                      | Kitchee                                      |                                              |         |                   |                                 |                                 |                                 |  |         |                    |                    |                    |  |
|  | Sham Shui Po                                 | Sham Shui Po                                 | 1                                            |         |                   |                                 |                                 |                                 |  |         |                    |                    |                    |  |
|  | Sham Shui Po                                 | Sham Shui Po                                 | 1                                            |         |                   |                                 |                                 |                                 |  | Kitchee | Kitchee            | 7                  |                    |  |
|  |                                              |                                              |                                              |         |                   |                                 |                                 |                                 |  | Kitchee | Kitchee            | 7                  |                    |  |
|  |                                              |                                              | Rangers                                      | Rangers | 1                 |                                 |                                 |                                 |  |         |                    |                    |                    |  |
|  | Lee Man                                      | Lee Man                                      | Rangers                                      | Rangers | 1                 | 0                               |                                 |                                 |  |         |                    |                    |                    |  |
|  | Lee Man                                      | Lee Man                                      |                                              |         |                   |                                 |                                 |                                 |  |         |                    |                    |                    |  |
|  | Southern District                            | Southern District                            | 2                                            |         |                   |                                 |                                 |                                 |  |         |                    |                    |                    |  |
|  | Southern District                            | Southern District                            | 2                                            |         | Southern District | Southern District               | 1                               |                                 |  |         |                    |                    |                    |  |
|  |                                              |                                              |                                              |         | Southern District | Southern District               | 1                               |                                 |  |         |                    |                    |                    |  |
|  |                                              |                                              | Rangers                                      | Rangers | 2                 |                                 |                                 |                                 |  |         |                    |                    |                    |  |
|  | Rangers                                      | Rangers                                      | Rangers                                      | Rangers | 2                 | 1                               |                                 |                                 |  |         |                    |                    |                    |  |
|  | Rangers                                      | Rangers                                      |                                              |         |                   |                                 |                                 |                                 |  |         |                    |                    |                    |  |
|  | Tai Po                                       | Tai Po                                       | 0                                            |         |                   |                                 |                                 |                                 |  |         |                    |                    |                    |  |
|  | Tai Po                                       | Tai Po                                       | 0                                            |         |                   |                                 |                                 |                                 |  |         |                    |                    |                    |  |
|  |                                              |                                              |                                              |         |                   |                                 |                                 |                                 |  |         |                    |                    |                    |  |

### Cuartos de final
Los partidos se jugaron entre el 3 de diciembre de 2022 y 7 de enero de 2023.
| Equipo 1 | Resultado | Equipo 2          |
| -------- | --------- | ----------------- |
| Kitchee  | 4–1       | Sham Shui Po      |
| Lee Man  | 0–2       | Southern District |
| Rangers  | 1–0       | Tai Po            |
| Eastern  | 3–0       | Hong Kong         |

### Semifinales
Los partidos se jugaron el 29 de abril y 1 de mayo de 2023.
| Equipo 1          | Resultado | Equipo 2 |
| ----------------- | --------- | -------- |
| Eastern           | 1–2       | Kitchee  |
| Southern District | 1–2       | Rangers  |

### Final
La final se jugó el 13 de mayo de 2023 en el estadio Mong Kok.
| 13 de mayo de 2023 | Rangers           | 1 – 7   | Kitchee                                                                    | Estadio Mong Kok, Hong Kong                            |                                                        |
| 15:00 (UTC+8)      | Park Jong-bum 42' | Reporte | - Scott 30', 60' - Cleiton 39', 72', 76' - Poon Pui Hin 45+2' - Mikael 58' | Asistencia: 3038 espectadores Árbitro(s): Kwok Man Liu | Asistencia: 3038 espectadores Árbitro(s): Kwok Man Liu |

|                            |
| Bandera de Hong Kong       |
| Campeón Kitchee 7.º título |

## Máximos goleadores
| N.° | Jugador        | Club              | Goles |
| --- | -------------- | ----------------- | ----- |
| 1   | Cleiton        | Kitchee           | 4     |
| 2   | Mahama Awal    | Southern District | 3     |
| 3   | Shu Sasaki     | Southern District | 2     |
| 3   | Stefan Pereira | Southern District | 2     |
| 3   | Juninho        | Rangers           | 2     |
| 3   | Mikael         | Kitchee           | 2     |
| 3   | Poon Pui Hin   | Kitchee           | 2     |
| 3   | Charlie Scott  | Kitchee           | 2     |